# クムラン洞窟

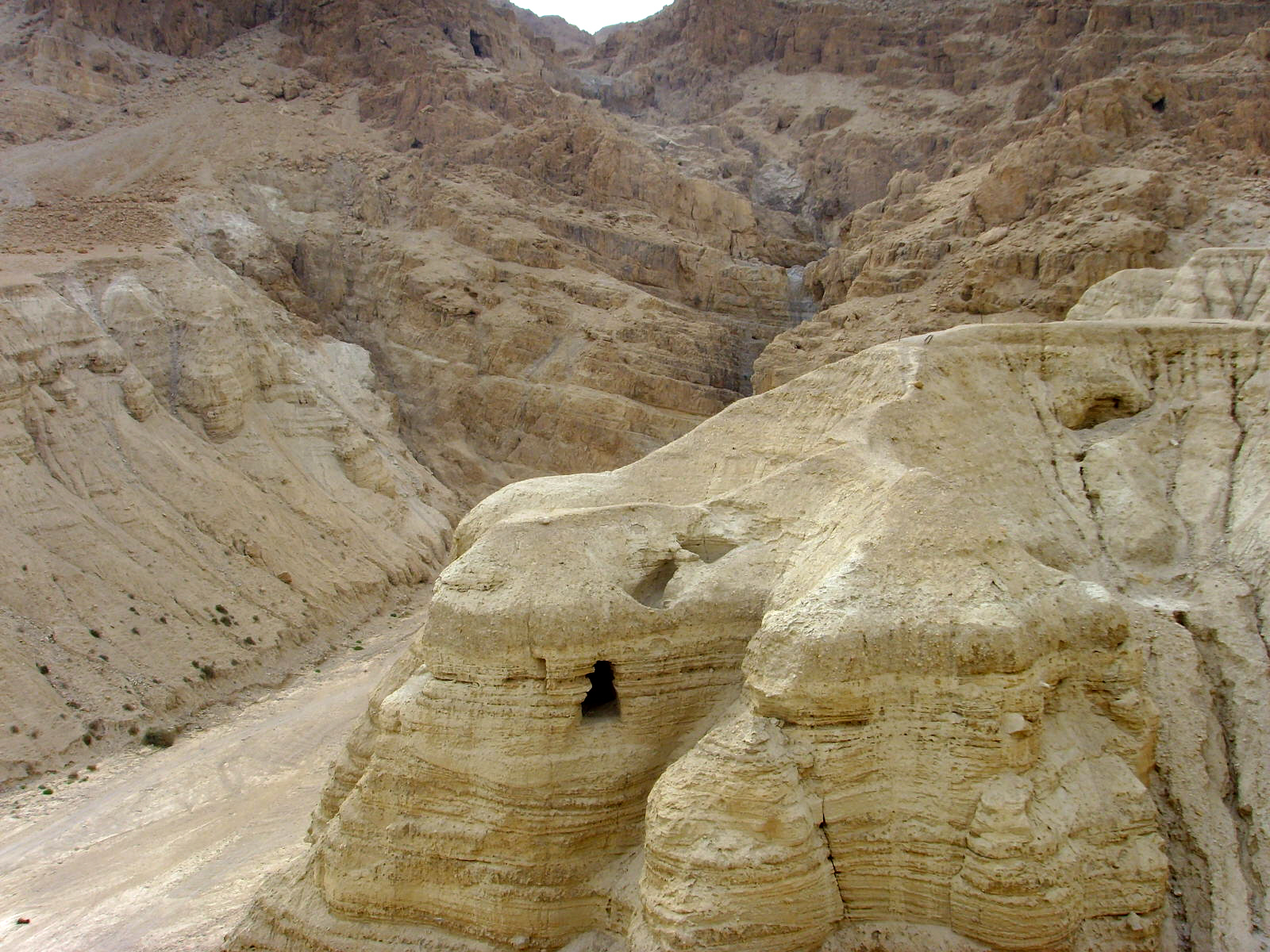
4Q洞窟（前面）とその他の洞窟。

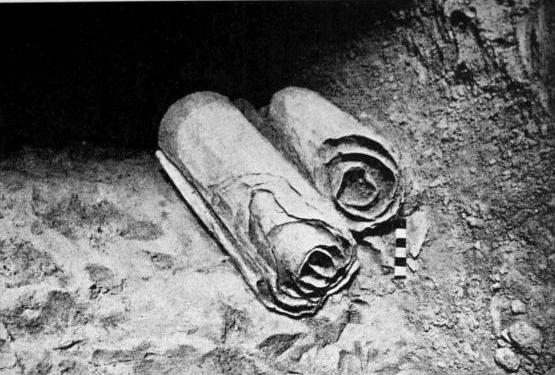
洞窟で発見された2つの巻物。

クムラン洞窟（クムランどうくつ、英: Qumran Caves）は、パレスチナ国（パレスチナ自治区）のヨルダン川西岸地区の死海付近のクムランにある自然および人工の洞窟群。20世紀中ごろにユダヤ教の聖書（キリスト教の旧約聖書）の古写本断片である「死海文書」が発見された場所である。

## クムラン

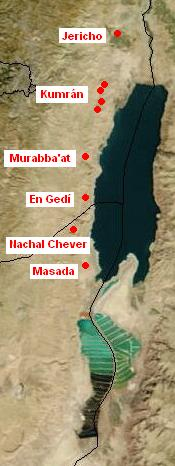
クムラン（Kumran）は死海の西岸の乾燥地帯にある。

クムラン（Qumran）は、パレスチナ国（パレスチナ自治区）の西岸地区のエリコから公道90号線を出て、死海の西岸をエン・ゲディとマサダ要塞を経て遠くエイラートへ行く途中の完全な乾燥地帯にある。

## 死海文書の発見

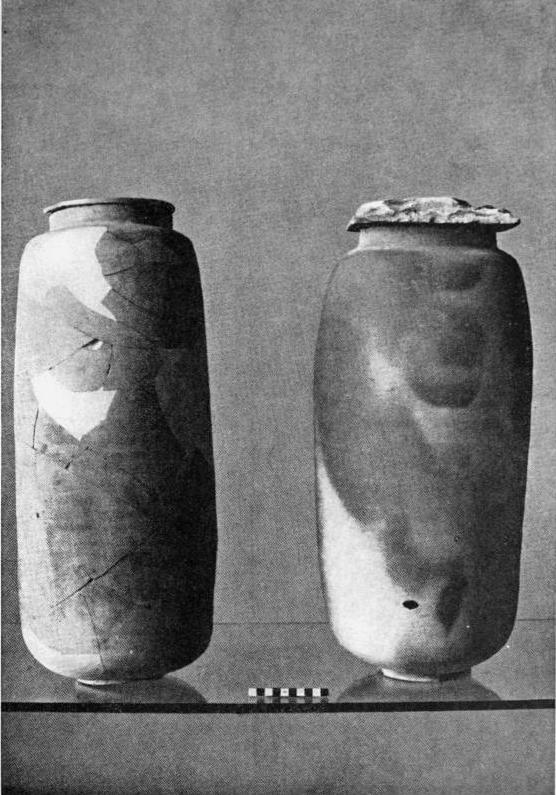
かめに入った状態で発見された巻き物も多かった。

クムランの石灰岩の洞窟は、何千年もの間使われてきた。最初の使用痕跡は銅器時代で、それからアラブ時代まで使われた。また人工の洞窟は泥灰土の高台をくり抜いて作られている。
1946年から1947年にかけて、ベドウィンの少年が迷子になった動物を探していた途中に偶然ある洞窟に入り、古い巻物を発見したので村に持ち帰った。少年はまた洞窟へ行ってさらに持ち帰り、1947年4月に聖マルコ修道院のマー・サムエル（Mar Samuel）に見分の上で購入してもらった。こうして死海文書の発見の端緒が開かれた。洞窟の場所は、初めは明かされなかったが、1949年2月15日から3月5日にかけてロラン・ドゥ・ヴォー（Roland de Vaux）とジェラルド・ハーディング（Gerald Lankester Harding）の共同調査が一体の洞窟で行われた。

イザヤ書巻物（クムラン洞窟で出土）。エッセネ派が残したものといわれる。